# GOLDEN☆BEST ハイ・ファイ・セット 荒井由実・松任谷由実・杉真理作品集
『GOLDEN☆BEST ハイ・ファイ・セット 荒井由実・松任谷由実・杉真理作品集』（ゴールデン☆ベスト - あらいゆみ・まつとうやゆみ・すぎまさみちさくひんしゅう）は、ハイ・ファイ・セットのベストアルバム。2002年6月19日発売。発売元はソニー・ミュージックハウス。

## 解説
各レコード会社から発売されている "ゴールデン☆ベスト" シリーズの中の1枚で、荒井由実・松任谷由実・杉真理が楽曲制作に関わっている曲を集めた企画ベスト。そのため、大ヒットを記録した「フィーリング」は収録されていない（洋楽のカヴァー曲であるため）。
荒井由実の大ヒット・ソング「あの日にかえりたい」は歌詞が一旦完成していたにもかかわらず、後から決まったテレビドラマ主題歌用に歌詞が書き換えられている。その変更前の歌詞が「スカイ・レストラン」の歌詞である。そのため「あの日にかえりたい」のメロディで「スカイ・レストラン」を歌うことが出来るのが特徴。なお、「あの日にかえりたい」のイントロ・アウトロのコーラスは、本グループ・メンバーの山本潤子である。

## 収録曲

### Disc 1
1. 卒業写真
作詞・作曲：荒井由実 / 編曲：服部克久
  - 2007年の映画『Watch with Me～卒業写真～』（瀬木直貴監督）主題歌
2. 十円木馬
作詞：荒井由実 / 作曲：松任谷正隆 / 編曲：服部克久・松任谷正隆
3. 海を見ていた午後
作詞・作曲：荒井由実 / 編曲：松任谷正隆
4. スカイ・レストラン
作詞：荒井由実 / 作曲：村井邦彦 / 編曲：松任谷正隆
5. 土曜の夜は羽田に来るの
作詞：荒井由実 / 作曲：村井邦彦 / 編曲：松任谷正隆
6. 星のストレンジャー
作詞：荒井由実 / 作曲・編曲：松任谷正隆
7. 朝陽の中で微笑んで
作詞・作曲：荒井由実 / 編曲：松任谷正隆
  - 1976年の映画『凍河』主題歌
8. ジュ マンニュイ
作詞：荒井由実 / 作曲：渡辺俊幸 / 編曲：松任谷正隆
9. フェアウェル・パーティー
作詞・作曲：荒井由実 / 編曲：松任谷正隆
10. 荒涼
作詞：荒井由実 / 作曲：松任谷正隆・荒井由実 / 編曲：松任谷正隆
11. 真夜中の面影
作詞：荒井由実 / 作曲：山本俊彦 / 編曲：松任谷正隆
12. 月にてらされて
作詞：荒井由実 / 作曲・編曲：松任谷正隆
13. グランド・キャニオン
作詞：荒井由実 / 作曲・編曲：松任谷正隆
14. 幸せになるため
作詞：荒井由実 / 作曲：村井邦彦 / 編曲：松任谷正隆
  - 日本テレビ系テレビドラマ『たんぽぽ』主題歌
15. 星降る真夜中
作詞：荒井由実 / 作曲：村井邦彦 / 編曲：松任谷正隆
16. 雨のステイション
作詞・作曲：荒井由実 / 編曲：瀬尾一三
17. 最後の春休み
作詞・作曲：松任谷由実 / 編曲：新川博
18. DESTINY
作詞・作曲：松任谷由実 / 編曲：瀬尾一三
19. 緑の町に舞い降りて
作詞・作曲：松任谷由実 / 編曲：瀬尾一三

### Disc 2
1. 冷たい雨
作詞：松任谷由実 / 作曲・編曲：松任谷正隆
2. 中央フリーウェイ
作詞・作曲：荒井由実 / 編曲：瀬尾一三
3. 霧雨で見えない
作詞・作曲：松任谷由実 / 編曲：井上鑑
4. 素直になりたい
作詞・作曲：杉真理 / 編曲：井上鑑
  - シチズン時計「シチズン・リビエール」CMソング
5. 1999
作詞・作曲：杉真理 / 編曲：井上鑑
6. 星化粧ハレー
作詞：田口俊 / 作曲：杉真理 / 編曲：井上鑑
  - カネボウ化粧品 CMソング
7. 恋愛狂時代
作詞・作曲：杉真理 / 編曲：井上鑑
8. Boy friend
作詞：小泉亮 / 作曲：杉真理 / 編曲：井上鑑
9. ひときれの恋
作詞：小泉亮 / 作曲：杉真理 / 編曲：井上鑑
10. Starship
作詞・作曲：杉真理 / 編曲：井上鑑
11. かってなバイブル
作詞：小泉亮 / 作曲：杉真理 / 編曲：国吉良一
12. 誰か踊ってくれませんか
作詞・作曲：杉真理 / 編曲：松浦雅也
13. Paris Vision
作詞：田口俊 / 作曲：杉真理 / 編曲：松浦雅也
14. プラトニックしましょ
作詞：田口俊 / 作曲：杉真理 / 編曲：新川博
15. 永遠のSunny Days
作詞・作曲：杉真理 / 編曲：新川博
16. Shall We Dance Again? ～恋する80's～
作詞：田口俊 / 作曲：杉真理 / 編曲：新川博
17. GENESIS LOVE
作詞：田口俊 / 作曲：杉真理 / 編曲：新川博
18. Little May Sick
作詞：田口俊 / 作曲：杉真理 / 編曲：京田誠一

## 荒井/松任谷由実・関連作品
- MISSLIM　　Disc 1 M-3
- COBALT HOUR　　Disc 1 M-1・16
- YUMING BRAND　　Disc 1 M-4
- 14番目の月　　Disc 1 M-7 、Disc 2 M-2
- OLIVE　　Disc 1 M-17 、Disc 2 M-1
- 悲しいほどお天気　　Disc 1 M-18・19
- ダイアモンドダストが消えぬまに　　Disc 2 M-3